# Kerk van Dragør
De Kerk van Dragør (Deens: Dragør Kirke) is een luthers kerkgebouw van de Deense Volkskerk in Dragør op het eiland Amager, Denemarken.

## Voorgeschiedenis parochie

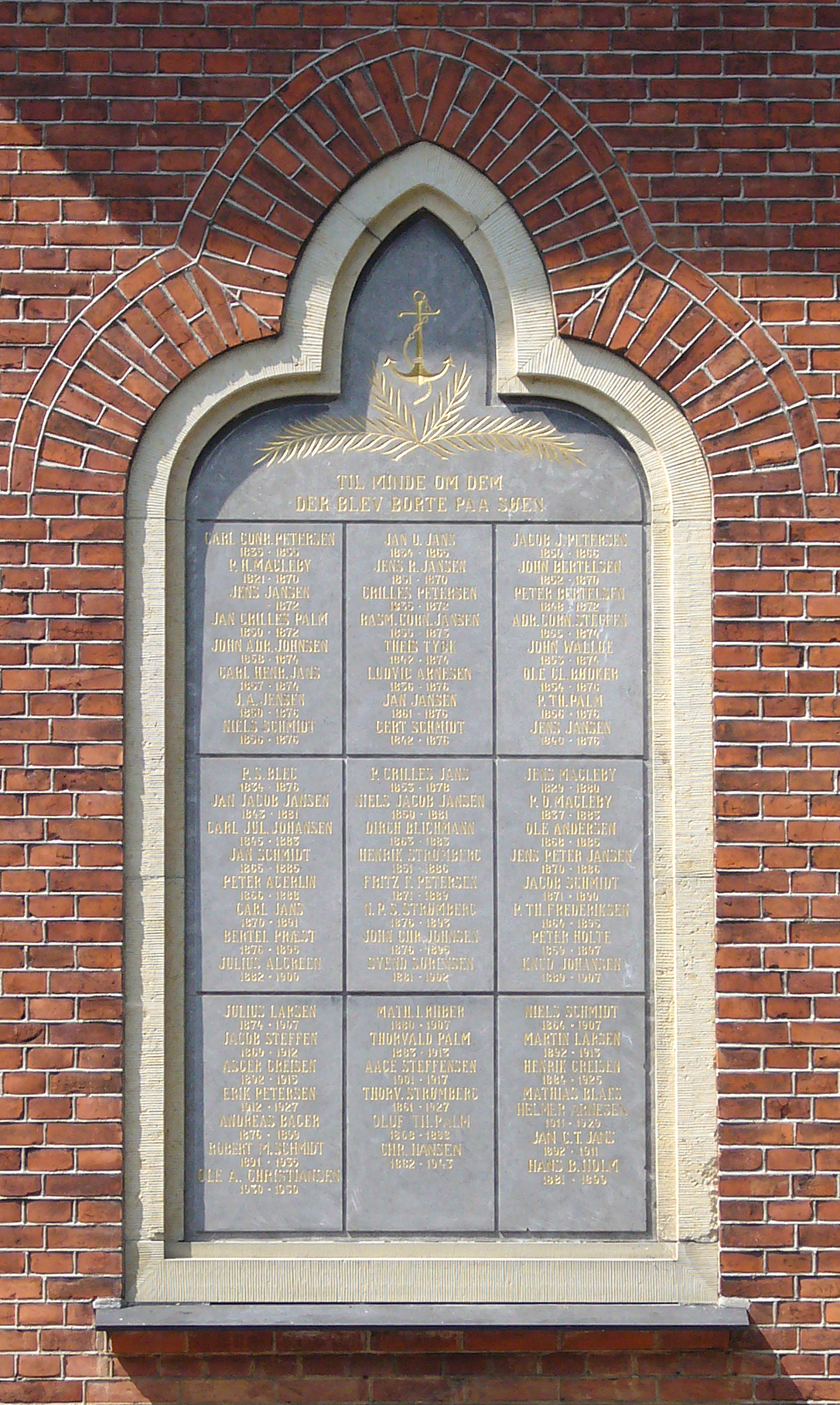
Herdenkingsplaquette voor de verdronken vissers

De voorgeschiedenis van de kerk gaat terug tot 1449, toen de bisschop van Roskilde toestemming gaf een tijdelijk altaar te plaatsen tijdens de jaarlijkse haringenmarkt, waar tienduizenden handelaren en vissers op afkwamen. De markt verdween rond 1500 en de weinige permanente bewoners waren aangewezen op de kerk van het nabijgelegen Store Magleby.
In het begin van de 17e eeuw werden Nederlandse boeren gevraagd zich in het gebied te vestigen om de voedselvoorziening van Kopenhagen te garanderen. Christiaan II van Denemarken verleende de Nederlanders omvangrijke privileges. Op kerkelijk gebied genoten de Nederlanders volledige autonomie en de oude kerk van Store Magleby werd geheel volgens de Nederlandse traditie aangepast. Nog lang bleef het Nederlands als voertaal in de kerk in stand, ondanks het feit dat de vissers Deenstalig waren, en zelfs de beste plaatsen in de kerk bleven voorbehouden aan de Nederlandse families.
Met de bloei van de handel in de haven van Dragør groeide de economische onafhankelijkheid en rijpte er een besef aan eigenwaarde. Dat leidde uiteindelijk ook tot de bouw van een eigen kerk.
Na de inwijding van de Kerk van Dragør bleef het gebouw bij de parochie van Store Magleby, totdat in 1954 Dragør een zelfstandige parochie werd.

## Architectuur
De Kerk van Dragør werd gebouwd in neogotische stijl. Het ontwerp van J.H. Wessel vertoont grote overeenkomsten met de Kerk van Taarbæk ten noorden van Kopenhagen, die een ontwerp was van zijn vader Carl Emil Wessel en op haar beurt architectorale wortels heeft in de kathedraal van Limerick, Ierland.
De klok op de oostelijke kant van de toren dateert uit 1764 en werd in 1882 geïnstalleerd door de klokkenmaker Bernhard Larsen.

## Kerkhof
Op het kerkhof werden een aantal bij het publiek bekende Denen begraven, zoals de acteur en komiek Dirch Passer, de televisiepresentator Otto Leisner en de zeeschilder Christian Mølsted, in wiens huis en atelier in Dragør tegenwoordig een museum voor zijn kunstwerken is gevestigd.